# Élections législatives guyaniennes de 1968
Les élections législatives de 1968 au Guyana ont été tenues le 16 décembre 1968 au Guyana.

## Représentation des femmes
Sur les 212 candidats proposés par les partis en lice pour les élections, seules 29, soit un peu moins de 14 %, sont des femmes.